# 鲁斯塔姆·努尔加利耶维奇·明尼哈诺夫
鲁斯塔姆·努尔加利耶维奇·明尼哈诺夫（俄语：Руста́м Нургали́евич Минниха́нов，1957年3月1日—），俄羅斯政治家。他是最后一位擁有韃靼斯坦共和國總統頭銜的人。
出生於韃靼蘇維埃社會主義自治共和國雷布納亞鎮區的一個伏爾加韃靼人村莊中。1978年畢業於喀山農業學院（主修機械工程），1986年畢業於蘇聯貿易函授學院（主修商品專家），持有經濟學博士學位。1998年至2010年期間，擔任韃靼斯坦共和國總理。2010年3月25日，就任韃靼斯坦共和國總統。
2022年12月，地区立法者投票决定将共和国元首的头衔从总统改为拉伊斯（阿拉伯语，意为“领导人”）。总统头衔被视为弗拉基米尔·普京执政期间推行中央集权改革后联邦制仅存的象征。 根据过渡协议，现任总统鲁斯塔姆·明尼哈诺夫将保留总统头衔，直至2025年任期届满。 2023年1月26日，明尼哈诺夫签署修正案，使之成为法律；然而拟议的过渡期被放弃，导致头衔变更必须在2月6日之前完成。